# Pamětní síň Jana Kubiše
Pamětní síň Jana Kubiše (jinak též od května 2016 Muzeum Jana Kubiše v Dolních Vilémovicích) je památník a muzeum v Dolních Vilémovicích v okrese Třebíč, nachází se v rodném domě Jana Kubiše v Dolních Vilémovicích čp. 142. Pamětní síň byla provizorně otevřena 22. června 2013, kdy byla do domu umístěna první expozice, dne 24. října 2015 pak byla otevřena nová stálá expozice, V roce 2013 byla také odhalena busta Jana Kubiše od Stanislava F. Müllera a Bohumíry Smolejlové. Ta pak byla v roce 2013 umístěna před dům Jana Kubiše.

## Historie
Rodný dům Jana Kubiše byl postaven někdy v době před první světovou válkou, Jan Kubiš v domě žil jako dítě a během druhé světové války z něj gestapo odvezlo rodinu sestry Jana Kubiše. Dům pak získala darem od předchozího majitele obec, to bylo v roce 2009. Byla vyhlášena veřejná sbírka, kdy za tři roky běhu sbírky byly získány přibližně dva miliony korun. Mimo dárců z řad lidí přispěly i další subjekty, jako např. Nadace ČEZ, Kraj Vysočina, TTS Třebíč a další, mimo jiné i Alois Denemarek, jehož příbuzní byli popraveni a v pamětní síni se jimi část expozice zabývá. V roce 2012 započala rekonstrukce domu, kdy dobrovolníci z obce, vojenských historických skupin a vojáků aktivních záloh roty Jana Kubiše odpracovali 1055 hodin práce. Rekonstrukce byla ukončena v roce 2013. Dům pak při stém narození Jana Kubiše byl slavnostně otevřen.
Dne 24. října 2015 byla otevřena nová expozice, ta byla otevřena k 73. výročí od popravy příbuzných Jana Kubiše v Mauthausenu.

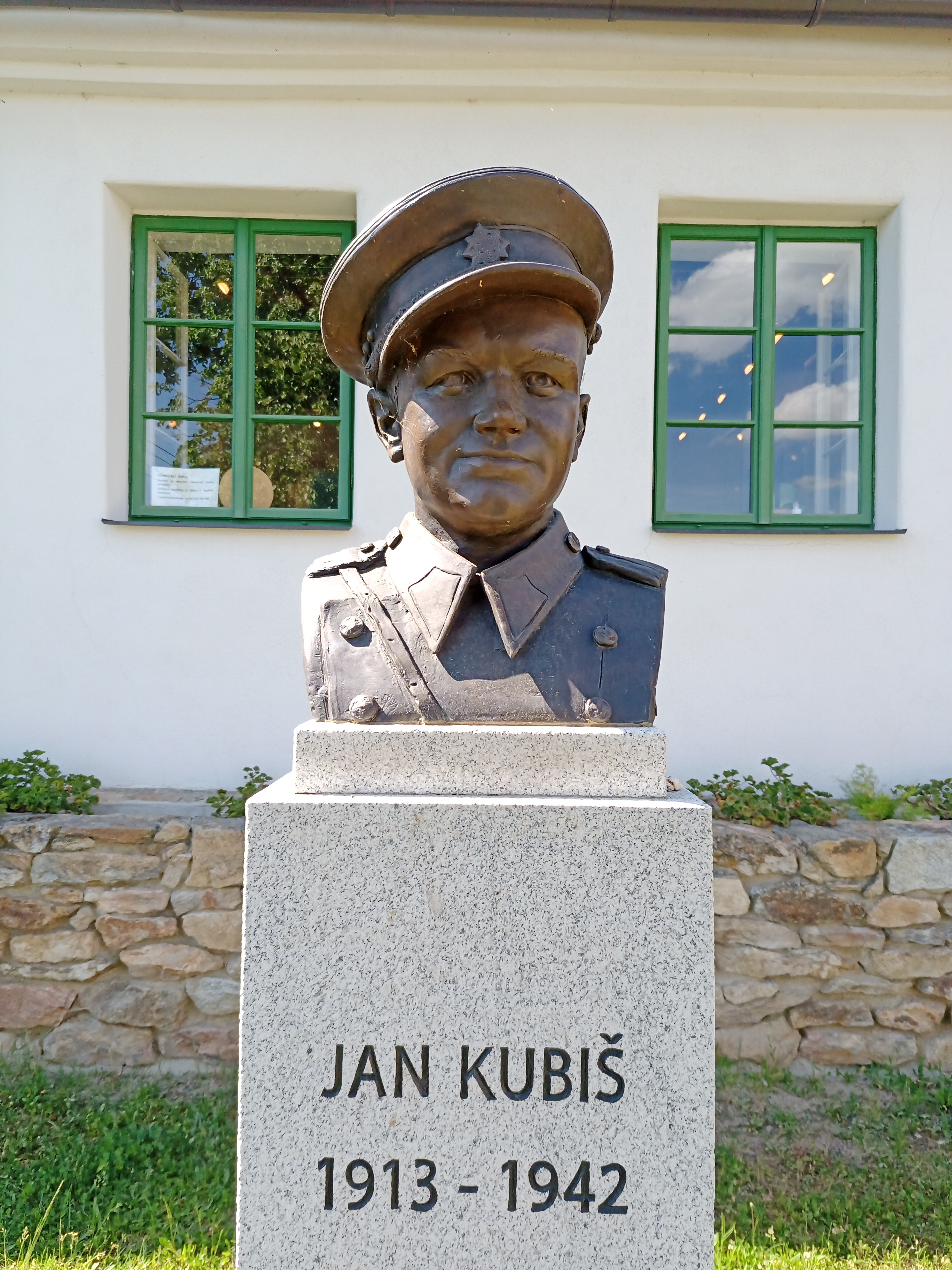
Busta v Dolních Vilémovicích

## Expozice
Prvotní expozici do domu umístil Vojenský historický ústav. Součástí expozice jsou archivní materiály, kde jsou uvedeny informace o rodině Jana Kubiše, panely s informacemi o jeho životě, výcviku a další informace. Další panely se zabývají i atentátem na protektora Heydricha a posledním bojem Jana Kubiše a dalších vojáků. Součástí sbírky je i část padáku Jana Kubiše, reprodukce fotoalba Jana Kubiše, materiály z vojenských německých či britských archivů či replika samopalu STEN MK.II. V roce 2015 přibyly další části sbírky, Vojenský historický ústav daroval pamětní síni čepici Jana Kubiše, další dokumenty a podobně. Další část expozice se nově zabývá dalšími oběťmi okupace, např. členům Denemarkovy rodiny, Františkovi Svobodovi a dalším. Součástí sbírky má být i stejnokroj Václava Málka. Ve sbírce jsou také památky na přítelkyni Jana Kubiše, například rukavičky, které měla dívka na první schůzce s Janem Kubišem či medailonek dívky.